# Bâtiment Vizić à Begeč
Le bâtiment Vizić (en serbe cyrillique : Здање Визић у Бегечу ; en serbe latin : Zdanje Vizić u Begeču) est situé à Begeč, sur le territoire de la ville de Novi Sad, en Serbie. En raison de sa valeur patrimoniale, il est inscrit sur la liste des monuments culturels de grande importance de la république de Serbie (identifiant no SK 1164).

## Présentation
Le bâtiment Vizić se trouve à proximité de Novi Sad, sur le territoire de la localité de Begeč. Le domaine sur lequel il se trouve est mentionné pour la première fois en 1408 et il faisait alors des biens immobiliers de la ville de Futog. De 1805 à 1925, il a appartenu à la famille Chotek puis, à partir de 1925, à la famille Kovačević.
L'ensemble est constitué de plusieurs anciens entrepôts répartis autour d'une grande cour. Le bâtiment principal a été construit en 1901–1902 selon un projet de l'architecte Gyula Komor, originaire de Budapest, à l'emplacement d'une maison remontant à 1779.
Il abrite aujourd'hui une collection de peintures des XVIIIe et XIXe siècles, des gravures, des eaux-fortes, des lithographies et une bibliothèque comprenant environ 15 000 ouvrages ; il abrite encore une collection d'art décoratif, d'outils agricoles et d'artisanat.
Des travaux de restauration ont été conduits sur le bâtiment en 1991–1992, 1996, 1998 et 2005.